# Formació de Gros Ventre
La Formació de Gros Ventre és una formació geològica a Wyoming, EUA. Preserva fòssils del període Cambrià.